# Combinado nórdico nos Jogos Olímpicos de Inverno de 1976
O combinado nórdico nos Jogos Olímpicos de Inverno de 1976 consistiu de um único evento disputado por homens em Innsbruck, na Áustria.
Ulrich Wehling, da Alemanha Oriental, conquistou o bicampeonato olímpico no combinado nórdico com um total de 423,39 pontos.

## Medalhistas
| Ouro   | GDR Ulrich Wehling |
| Prata  | FRG Urban Hettich  |
| Bronze | GDR Konrad Winkler |

## Resultados
| Posição           | Atleta                    | Pontos |
| ----------------- | ------------------------- | ------ |
| Medalha de ouro   | GDR Ulrich Wehling        | 423,39 |
| Medalha de prata  | FRG Urban Hettich         | 418,90 |
| Medalha de bronze | GDR Konrad Winkler        | 417,47 |
| 4                 | FIN Rauno Miettinen       | 411,30 |
| 5                 | GDR Claus Tuchscherer     | 409,51 |
| 6                 | URS Nikolay Nogovitsyn    | 406,44 |
| 7                 | URS Valery Kopayev        | 406,14 |
| 8                 | NOR Tom Sandberg          | 405,53 |
| 9                 | NOR Pål Schjetne          | 402,59 |
| 10                | FIN Erkki Kilpinen        | 402,26 |
| 11                | FIN Jukka Kuvaja          | 399,04 |
| 12                | TCH Josef Pospíšil        | 397,93 |
| 13                | GDR Günther Deckert       | 397,78 |
| 14                | FRG Günther Abel          | 394,57 |
| 15                | TCH František Zeman       | 383,11 |
| 16                | POL Stefan Hula           | 382,88 |
| 17                | USA Jim Galanes           | 381,13 |
| 18                | POL Jan Legierski         | 381,08 |
| 19                | SUI Karl Lustenberger     | 378,10 |
| 20                | POL Marek Pach            | 374,79 |
| 21                | JPN Yuji Katsuro          | 373,67 |
| 22                | NOR Stein Erik Gullikstad | 372,72 |
| 23                | URS Aleksey Baranov       | 370,17 |
| 24                | FIN Jorma Etelälahti      | 368,45 |
| 25                | FRA Jacques Gaillard      | 363,90 |
| 26                | AUT Fritz Koch            | 363,62 |
| 27                | NOR Arne Bystøl           | 359,31 |
| 28                | USA Michael Devecka       | 343,88 |
| 29                | USA Walter Malmquist II   | 341,47 |
| 30                | JPN Michio Kubota         | 338,61 |
| 31                | ITA Francesco Giacomelli  | 337,22 |
| 32                | ITA Modesto De Silvestro  | 319,89 |
| 33                | CAN Kurt Sjolund          | 252,22 |
| –                 | POL Stanisław Kawulok     | DNF    |

- Legenda: DNF = Não completou a prova (Did not finish)